# Macrocypridina
Macrocypridina is een geslacht van kreeftachtigen uit de klasse van de Ostracoda (mosselkreeftjes).

## Soorten
- Macrocypridina castanea (Brady, 1897) Poulsen, 1962
- Macrocypridina poulseni Martens, 1979